# Józef Błachnio (historyk)

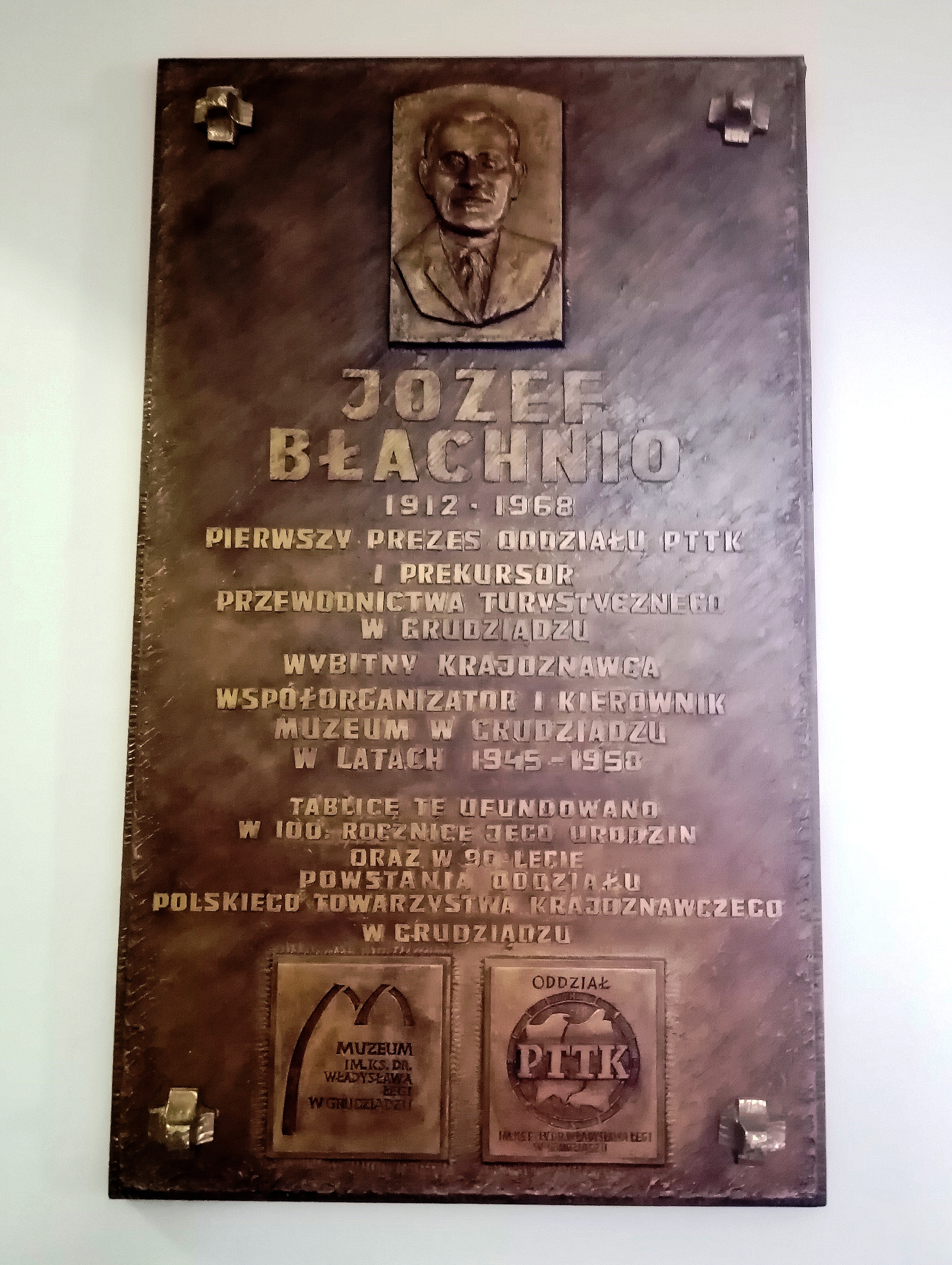
Tablica upamiętniająca Józefa Błachnio w Grudziądzu

Józef Błachnio (ur. 21 sierpnia 1912 w Symferopolu, zmarł 27 listopada 1968 w Chełmnie) – historyk, krajoznawca, działacz społeczny.

## Życiorys
Był synem Władysława Błachnio, robotnika i Domicelli z d. Buiłek. Od 1922 r. mieszkał w Grudziądzu. Po II wojnie światowej był pracownikiem Muzeum Miejskiego: w latach 1945–1958 jego kierownikiem, a od 1963 r. kierownikiem Działu Historycznego i Etnograficznego. Był członkiem PTTK, Polskiego Towarzystwa Historycznego i Polskiego Towarzystwa Ludoznawczego, społecznym opiekunem zabytków i przewodnikiem turystycznym. Prowadził terenowe badania etnograficzne i archeologiczne. Na łamach „Gazety Pomorskiej” oraz „Ilustrowanego Kuriera Polskiego” publikował popularne artykuły i notatki o dziejach Grudziądza. Współpracował też z Rocznikiem Grudziądzkim i Informatorem Muzeum w Grudziądzu.
Autor książek:
- Monografia powiatu grudziądzkiego (1948)
- Kronika miasta Grudziądza (1951)
- XX lat powiatu grudziądzkiego w Polsce Ludowej (1965)

Był także współautorem kilku przewodników turystycznych.

## Wyróżnienia i odznaczenia
- Medal 10-lecia Polski Ludowej (1955)
- Odznaka 1000-lecia Państwa Polskiego (1966)
- Srebrna Odznaka „Za opiekę nad zabytkami” (1966)
- Złota Honorowa Odznaka PTTK (1956)[1]

Jego imieniem nazwano rondo w Grudziądzu.